# シュワスマン・ワハマン第3彗星
シュワスマン・ワハマン第3彗星（英語: 73P/Schwassmann-Wachmann）は、1930年5月2日にドイツ・ハンブルク天文台のアルノルト・シュヴァスマンとアルノ・アルトゥール・ヴァハマンによって発見された周期彗星である

## 軌道
約5.36年の軌道周期を持つため、16年ごとに地球に接近する。遠日点が木星の外側に位置する典型的な木星族彗星で、近日点は地球軌道の内側に入り込んでいる。元々の彗星核の大きさは直径約1.1kmと推定されている。

## 観測史
1930年の発見後にこの彗星はしばらく行方不明になり、1979年8月になってパース天文台の天文学者らによって再発見された。1985年から1986年の回帰では再度観測されなかったが、1990年の回帰では再び観測された。
1995年の回帰では地球に接近する距離が1 auよりも大きかったため、観測に適していないだろうと予測されていた。しかし、10月初めに彗星核の分裂を起こし、これに伴って大きく増光した。このバーストによって核はA - D核の4個に分裂した。2001年の回帰時にはA、D核の消滅が確認され、新たにE核が発見された。2006年の回帰では、ロイ・A・タッカーによってB、CのほかにGが発見された。さらに多数の小さい核が発見され、Bから分裂したと考えられるH、J、K、L、M、P、Q、R、S、T、U、V、W、X、Z、AA、AB、AC、AD、AE、AF、AG、AH、AI、AJ、AK、AL、AM、AN、AO、AP、AQ、AR、Cから分裂したと考えられるAS、AT、Eが分裂したものと考えられるN、Yが確認された。
彗星の分裂核は2006年4月下旬から5月上旬にかけて地球に大接近し、5月12日にはC核が地球から0.0783 au（約1170万km）の距離を通過した。最接近時にはC核が2等級、B核が5等級、E核が5等級にまで明るくなると期待されていたが、実際は核の分裂が進んだせいかC核は5等級止まりであった。

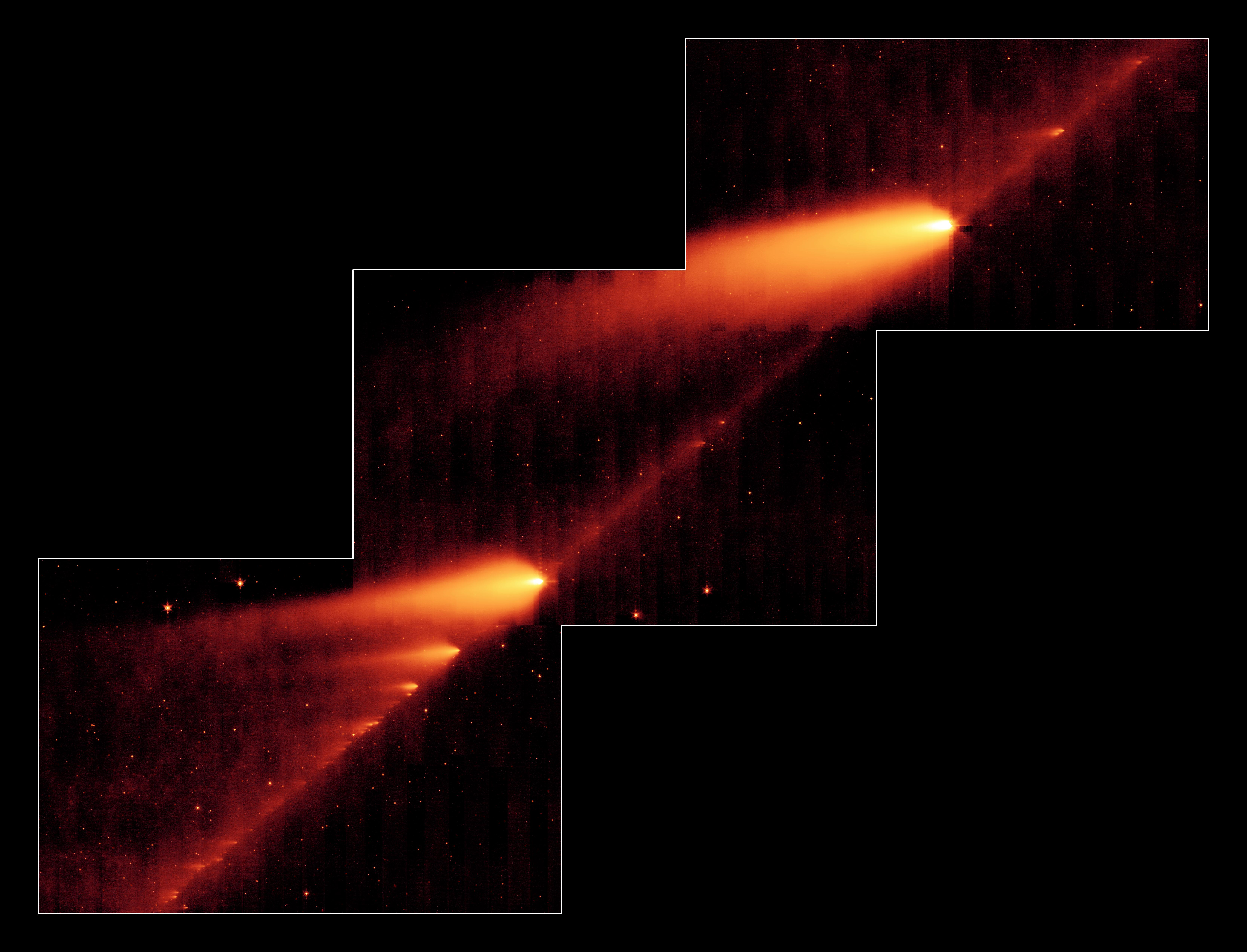
スピッツァー宇宙望遠鏡が撮影したシュワスマン・ワハマン第3彗星のダストトレイル

核の分裂の様子は地上の天文台およびハッブル宇宙望遠鏡、スピッツァー宇宙望遠鏡などによって観測され、解析が進められた。スピッツァー宇宙望遠鏡は、赤外線撮影により彗星のダストトレイルの撮影に成功した。
1930年に地球からこれと同程度の距離を通過した際には1時間に60～70個程度の流星群の突発出現が観測され、ヘルクレス座τ流星群と命名された。他にうしかい座α流星群、うしかい座ε流星群といった小規模な突発群も同時期に観測され、この彗星との関連が指摘されている。しかしPaul Wiegert（英語版）他による研究では、2006年の接近時にはこのような流星が出現する可能性は小さいと予想され、結局それらしき流星は出現せずに終わった。2022年と2049年には観測できる程度の流星群が出現すると予測されている。
2002年に打ち上げられたNASAのCONTOUR探査機は2006年6月19日にシュワスマン・ワハマン第3彗星に接近して探査を行う予定だったが、2002年8月に探査機との通信が途絶したために探査計画は失敗している。